# استان نور کارانگاس
استان نور کارانگاس (به اسپانیایی: Provincia de Nor Carangas) یکی از استان‌های بولیوی در بولیوی است که در شهرستان اورورو واقع شده‌است. استان نور کارانگاس ۸۶۴ کیلومتر مربع مساحت و ۵٬۷۹۰ نفر جمعیت دارد.